# Jakub Woźniak
Jakub Woźniak (ur. 10 sierpnia 2003 w Poznaniu) – polski wioślarz, reprezentujący klub sportowy KW-04 Poznań. Medalista mistrzostw Europy, złoty medalista młodzieżowych mistrzostw świata i Europy. Medalista mistrzostw Europy juniorów.

## Kariera sportowa
Brązowy medalista Mistrzostw Europy z roku 2025 na czwórce podwójnej. Mistrz Młodzieżowych Mistrzostw Świata z roku 2024 na dwójce podwójnej (z Konradem Domańskim) i wicemistrz Młodzieżowych Mistrzostw Świata z roku 2023 (ta sama osada z tym samym partnerem). Młodzieżowy mistrz Europy z 2023 na czwórce podwójnej (z I. Czekanowiczem, M. Rańdą i B. Bartkowskim) oraz brązowy medalista Młodzieżowych Mistrzostw Europy z 2022 na czwórce podwójnej (z K. Kasparkiem, B. Bartkowskim i C. Litką). Wicemistrz Europy juniorów z 2020 na dwójce podwójnej (wraz z Cezarym Litką). 
W 2023 zdobył złoty medal Uniwersjady w czwórce podwójnej mikst (partnerami byli: Katarzyna Duda, Barbara Streng oraz Kajetan Szewczyk). W 2024 zdobył złoty medal Akademickich Mistrzostw Świata w Rotterdamie na dwójce podwójnej (z Konradem Domańskim)
Mistrz Polski juniorów z roku 2020 na dwójce podwójnej, Mistrz Polski juniorów na ergometrze wioślarskim z roku 2021. Mistrz Polski Juniorów Młodszych z: 2019  na jedynce oraz 2018 na dwójce podwójnej.